# Angiolo Marchi
Angiolo Marchi (Valeggio sul Mincio, 18 settembre 1891 – ...) è stato un ciclista su strada italiano, soprannominato Il guercino per via dello strabismo di cui soffriva.

## Carriera
Ottenne la sua vittoria più prestigiosa nel 1920 aggiudicandosi la Corsa del XX Settembre, grazie anche al numero particolarmente esiguo di partecipanti ed all'assenza di nomi di grande calibro, in quella stessa stagione prese anche parte al Giro dei Tre Mari arrivando secondo nella prima tappa che prevedeva l'arrivo a L'Aquila e fu decimo ai Campionati italiani.
Nel 1921 vinse cinque corse, mentre l'anno seguente riportò tre successi e un secondo posto al Giro di Campania, dietro Italiano Lugli; nel 1923 prese parte al Giro d'Italia che concluse al ventesimo posto.
Raccolse diversi piazzamenti nei primi dieci in particolare al Giro di Toscana sua terra di adozione ed in altre corse in linea classiche del panorama italiano dell'epoca.

## Palmarès
- 1920 (Individuale, una vittoria)

Corsa del XX Settembre
- 1921 (Individuale, cinque vittorie)

Coppa Caivano
Trofeo Morgagni-Ridolfi
Campionato Toscano dilettanti
1ª tappa Giro dell'Irpinia
Classifica generale Giro dell'Irpinia
- 1922 (Individuale, due vittorie)

Giro del Valdarno
1ª tappa Giro della Provincia di Reggio Calabria (Reggio Calabria > Radicena)

## Piazzamenti

### Grandi Giri
- Giro d'Italia

1923: 20º

### Classiche monumento
- Milano-Sanremo

1923: 22º
- Giro di Lombardia

1924: 20º